# Taux d'analphabétisme
 (mars 2023).
D'après l'Unesco, le taux d’analphabétisme est la « proportion de personnes dans une population donnée, incapables de lire et d’écrire, en le comprenant, un exposé simple et bref de faits en rapport avec leur vie quotidienne ».
Le taux estimé d’analphabétisme est le nombre estimé d’analphabètes âgés de 15 ans et plus, exprimé en pourcentage de la population dans le groupe d’âge correspondant.

## Le taux d'analphabétisme dans le monde
Il y avait selon l'UNESCO en 1990, plus de 962 millions d'analphabètes adultes dans le monde. 
Le taux d'analphabétisme est lié :
- au sous-développement. Il atteint près de 50 % dans les régions de l'Asie du Sud et de l'Afrique subsaharienne.
- au fort taux de croissance démographique, qui rend difficile dans les pays les plus pauvres la scolarisation de toute la population. Ainsi 73 % des analphabètes vivent dans des pays parmi les plus peuplés au monde : Inde, Chine, Pakistan, Bangladesh, Nigeria, Indonésie, Brésil, Égypte, Iran et Soudan[2].
- au genre, les femmes étant particulièrement touchées car elles se marient souvent jeunes et sont moins scolarisées.

Dans les pays industrialisés, le taux d'analphabétisme a toujours été inférieur à 10 % depuis la Seconde Guerre mondiale et il est d'environ 0 à 2 % à l'heure actuelle.
En 2008, selon l'Organisation des Nations unies pour l'éducation, la science et la culture (UNESCO), le nombre d'analphabètes dans le monde est passé de 871 millions au cours de la période 1985-1994 à 774 millions pour la période 2000-2006 (soit environ 1/5 de la population adulte mondiale). Ces chiffres globaux cachent de fortes disparités, ainsi 75 % des 775 millions d'adultes analphabètes dans le monde vivent dans seulement 15 pays comme le Bangladesh, le Brésil, la Chine, l'Inde ou le Nigeria ; et 64 % des adultes ne sachant ni lire ni écrire étaient des femmes pour la période 2000-2006.